# Володар смерті
«Володар смерті» (англ. Death's Master) — фентезійний роман британської письменниці Теніт Лі, друга книга з серії «Казки з пласкої Землі». Переможець Британської премії фентезі в номінації «найкращий роман» 1979 року.

## Сюжет
На відміну від «Володаря ночі», який розповідається як окремі історії, «Майстер смерті» — це безперервна розповідь.
Королева лесбійок Нарасен через прокляття змушена завагітніти, щоб врятувати своє місто. Після безплідного сексу з багатьма чоловіками вона розуміє, що не зможе зняти прокляття, допоки не спробує сексу з мертвим чоловіком. Вона укладає договір з Ухлумом, Лордом Смерті, і робить це. Її дитина, Сімму, красива й може легко змінюватися з чоловіка на жінку. Нарасен вбита. Сімму, якому всього декілька днів від народження, бачить, що смерть прийшла за Нарасен, і формує постійну ненависть до смерті. Сімму виховують дрібні демони, яких називають Ешва, а потім священики в храмі.
Жирема, сина царя і однієї з його дружин, мати робить невразливим. Це викликає підозру й ворожість, і його відправляють до того ж храму, що й Сімму. Вони стають друзями і ненадовго коханцями (коли Сімму стає жінкою). Жирем злиться на Сімму за цю корупцію. Ажрарн, принц демонів, відхиляє пропозицію Жирема про службу, посилюючи його гіркоту, але приймає Сімму як коханку і змушує її забути Жирема. Він починає з Сімму пошуки безсмертя.
Нарасен, у королівстві Смерті, кидає виклик Ухлуме і починає з ним боротьбу за владу.
Сімму та Ажрарн дізнаються розташування колодязя на плоскій землі прямо під колодязем води безсмертя богів у «Верхній землі». Земну криницю охороняють стіни і дев'ять прекрасних дів, недоторканість яких символізує недоторканність криниці. Одна з дів, Кассафе, відкидає ілюзії, спрямовані на те, щоб зробити її райською охоронницею. Сімму проходить крізь стіну і входить у ліжко кожної незайманої дівчини як жінка, але спокушає кожну, як чоловік. Він закінчує з Кассафе, який стає його союзницею. У незайманих дів, верхня криниця тріскається, а Сімму й Кассафе збирають частину води безсмертя в колбу.
Кожен випиває по краплі. Коли вони мандрують на схід, щоб заснувати місто безсмертних, шахрай на ім’я Йолсіппа несвідомо випиває трохи води з їхньої фляги. Вони неохоче приймають його. За допомогою демонів вони будують прекрасне місто Сіммурад і приводять туди безсмертних найяскравіших людей того часу. Однак, не боячись смерті, жителі Сімурада застоюються.
Жирем, зазнавши корабельної аварії, опускається на дно моря та стає полоненим морського народу. Встановивши стосунки з їх принцесою, він пізнає магію цього народу і втікає на сушу. Тепер Жирек використовує магію для егоїстичних цілей та жорстокості.
За пропозицією Ажрарна, якому нудно в Сіммураді, Ухлуме робить Жірека своїм агентом, щоб його знищити. Жирек входить в місто, магічним способом створює і вбиває комаху, щоб ввести туди смерть, і піднімає море, щоб затопити місто. Кассафе і, випадково, Йолсіпа втікають і стають представниками Ухлуме. Жирек забирає Сімму і намагається віддати його на вічні муки. Однак Сімму зрештою стає Ешвою. Жирек, охоплений почуттям провини і ненависті, стає аскетом, який живе на стовпі. Нарасен бере на себе більшу частину роботи Ухлуме, щоб дарувати смерть вмираючим.

## Відгуки
«Володар смерті» отримав премію Августа Дерлета Британского товариства фентезі за найкращий роман.
Дейвід Ленгфорд сказав, що ця книга та «Майстер ночі» були «дуже атмосферними».
Елісон Флуд вважала героїв «унікальними та блискучими», але історія «занадто розколота, занадто багатоланкова».